# أبو منصور الثعالبي
عبد الملك بن محمد بن إسماعيل (350 هـ - 429 هـ / 961 1038م) الذي يُعرف بأبي منصور الثعالبي النيسابوري، أديب عربي فصيح عاش في نيسابور وضلع في النحو والأدب وامتاز في حصره وتبيانه لمعاني الكلمات والمصطلحات.

## أصل لقبه
لقب أبو منصور بالثعالبي لأن والده كان فرَّاءً يخيط جلود الثعالب ويعملها، وإذا عرفنا أنه كان يؤدِّب الصِّبيان في كُتّاب استطعنا أن نقول جازمين أن عمل الجلود لم يكن صناعة يعيش بها، ويحيا لأجلها، بل كانت من الأعمال التي يعالجها المؤدِّبون في الكتاتيب وهم يقومون بالتأديب والتعليم، وقد شدَّ كل منهم خيوط الصوف إلى رقبته والمغزل في يده.

## صداقته مع الباخرزي
عاش الثعالبي بنيسابور، وكان هو ووالد الباخرزي صِنوَين لَصيقَي دار، وقريني جوار، تدور بينهما كتب الإخوانيات، ويتعارضان قصائد المجاوبات. ونشأ الباخرزي في حجر الثعالبي، وتأدب بأدبه، واهتدى بهديه، وكان له أبا ثانيا، يحدوه بعطفه، ويحنو عليه ويرأف به. ذكر تلك الصلة الباخرزي، ونقل عن الثعالبي فيما نقل عنه في كتابه «دمية القصر» أشعارا له رواها أبوه عنه إلا أنه لم يذكر لنا شيئا مما جرى بين الشيخين الصديقين.

## علمه
كان الثعالبي واعية كثير الحفظ، فعرف بحافظ نيسابور، وأوتي حظا من البيان بزَّ فيه أقرانه، فلقب بجاحظ زمانه، وعاش بنيسابور حجَّة فيما يروي، ثقة فيما يحدِّث، مكينا في علمه، ضليعا في فنه، فقصد إليه القاصدون، يضربون إليه آباط الإبل، بعد أن سار ذكره في الآفاق سير المثل.

## مما قيل عن الثعالبي
نقتطف هنا جُمَلا نعته بها أعلام الأدب وأصحاب التواليف السائرة.
- قال ابن بسام:

«كان في وقته راعي تلعات العلم، وجامع أشتات النثر والنظم، رأس المؤلفين في زمانه، والمصنفين بحكم أقرانه، طلعت دواوينه في المشارق والمغارب، طلوع النجم في الغياهب، وتآليفه أشهر مواضع، وأبهر مطالع، وأكثر من أن يستوفيها حدٌّ أو وصف، أو يوفي حقوقها نظم أو رصف».
- وقال الباخرزي:

«هو جاحظ نيسابور، وزبدة الأحقاب والدهور، لم تر العيون مثله، ولا أنكرت الأعيان فضله، وكيف ينكر وهو المزن يحمد بكل لسان، وكيف يستر وهو الشمس لا تخفى بكل مكان».
- وقال الصفدي:

«كان يلقب بجاحظ زمانه، وتصانيفه الأدبية كثيرة إلى الغاية».
- وقال ابن الأنباري في نزهة الألباب:

«وأما أبو منصور عبد الملك بن محمد بن إسماعيل الثعالبي فإنه كان أديبا فاضلا، فصيحا بليغا»
- وقال إبراهيم الحصري في كتابه زهر الآداب:

«وأبو منصور هذا يعيش إلى وقتنا هذا، وهو فريد دهره، وقريع عصره، ونسيج وحده، وله مصنفات في العلم والأدب، نشهد له بأعلى الرتب».
- وفيه يقول أبو الفتح علي بن محمد البستي:

- وقال ابن قلاقس يُطري كتابه «يتيمة الدهر» أشعارا منها:

ومنها:
- وكتب أبو يعقوب صاحب كتاب البلاغة واللغة، يقرظ كتاب «سحر البلاغة» للثعالبي:

- ورثاه الحاكم أبو سعيد عبد الرحمن بن محمد النيسابوري فقال:

هذه طائفة من القول تدلك على مكانة الثعالبي عند المتقدمين، نجتزئ بها، ونقف عندها. ثم لعل في هذه الطُّرفة التي جرت بينه وبين سهل بن المرزبان ما يعطيك صورة عن الثعالبي شاعرا:
قال الثعالبي: قال لي سهل بن المرزبان يوما: إن من الشعراء من شَلْشَل، ومنهم من سَلْسَل، ومنهم من قَلْقَل، ومنهم من بَلْبَل {يريد بمن شلشل: الأعشى في قوله:
وبمن سلسل: مسلم بن الوليد في قوله:
وبمن قلقل: المتنبي في قوله:
فقال الثعالبي: إني أخاف أن أكون رابع الشعراء (أي أراد قول الشاعر: الشعراء فاعلمنَّ أربعة: «فشاعر يجري ولا يُجرى معه وشاعر من حقه أن ترفعه وشاعر من حقه أن تسمعه وشاعر من حقه أن تصفعه»). ثم إني قلت بعد ذلك بحين:
فكان بهذا رابع فحول ثلاثة لهم القدم الثابتة في الشعر، نعني الأعشى ومسلم بن الوليد والمتنبي.

## مولده ووفاته
ليس بين الذين تحدثوا عن الثعالبي خلاف في ميلاده، بل تكاد ترى لهم كلمة مجمعا عليها بأن أبا منصور ولد سنة خمسين وثلاث مائة، ولم يشر للخلاف في سنة وفاته غير الصفدي في كتابه الوافي بالوفيات حيث قال: «وتوفي -يريد الثعالبي- سنة ثلاثين وأربع مائة، وقيل سنة تسع وعشرين» وعلى الرأيين فقد قضى الثعالبي نحبه في الثمانين من عمره تاركا ما يُربي على الثمانين مؤلفا يُعمَرُ بها ضعف هذا العمر، وقد تنقضي أعمار كثيرة دون أن تبلغ في هذا شأوه، غير أنه عاش مع هذه البسطة في العلم والتواليف مهضوما، شبه مضيق يشكو مع العوز جورا وظلما، قال:
وقال أيضًا:
أو لعل هذا وذاك شكوى ساعة ونفثة يراعة فقد عرفنا عن الثعالبي أنه نشأ في جوار الأمير أبي الفضل الميكالي وفي ظل الوزير سهل بن المرزبان تربط بينهم جميعا صداقة ومودة كشف لك عن بعضها شعره إليهما كما عرفنا محله من خوارزم شاه ووزيره أبي عبد الله الحمدوني.

## كتبه
- يتيمة الدهر، تحقيق د. محمد عبد الله قاسم، دار القلم دمشق، في 10 مجلدات.
- التوفيق للتلفيق، تحقيق إبراهيم صالح، ط1 مجمع اللغة العربية بدمشق، 1983. ط2 دار الفكر بدمشق، 1991.
- ثمار القلوب في المُضاف والمَنسُوب، تحقيق إبراهيم صالح، (مجلدان)، دار البشائر بدمشق، 1994.
- المُبهِج، تحقيق إبراهيم صالح، دار البشائر بدمشق، 1999.
- كتاب أجناس التنجيس.
- أحاسن المحاسن= أحسن ما سمعت.
- كتاب الأحاسن من بدائع البلغاء.
- كتاب أحسن ما سمعت:
- كتاب الأدب مما للناس فيه من أرب.
- كتاب إعجاز الإيجاز.
- غرر أخبار ملوك فارس.
- كتاب الأعداد=برد الأكباد في الأعداد.
- كتاب أفراد المعاني.
- كتاب الاقتباس.
- كتاب الأمثال والتشبيهات.
- كتاب أنس الشعراء.
- كتاب الأنيس في غزل التجنيس.
- كتاب بهجة المشتاق.
- كتاب التجنيس.
- كتاب تحفة الوزراء.
- كتاب التحسين والتقبيح.
- كتاب ترجمة الكاتب في آداب الصاحب.
- كتاب التفاحة.
- كتاب تفضل المقتدرين وتنصل المعتذرين.
- كتاب التمثيل والمحاضرة في الحكم والمناظرة.
- كتاب الثلج والمطر.
- كتاب حشو اللوزينج.
- كتاب حلي العقد.
- كتاب خاص الخاص.
- كتاب خصائص الفضائل.
- كتاب الخولة وشاهيات.
- ديوان أشعاره.
- كتاب سجع المنثور.
- كتاب سِحر البلاغة وسر البراعة.
- كتاب سحر البيان.
- كتاب سر الأدب في مجاري كلام العرب.
- كتاب سر البيان.
- كتاب سر الوزارة.
- كتاب السياسة.
- كتاب الشكوى والعتاب وما وقع للخلان والأصحاب.
- كتاب الشمس.
- كتاب الشوق.
- كتاب صفة الشعر والنثر.
- كتاب طبقات الملوك.
- كتاب الظَّرْف من شعر البُسْتي.
- كتاب الطرائف واللطائف.
- كتاب عنوان المعارف.
- كتاب عيون النوادر.
- كتاب غرر البلاغة في الأعلام.
- كتاب غرر المضاحك.
- كتاب الغلمان.
- كتاب الفرائد والقلائد.
- كتاب الفصول الفارسية.
- كتاب الفصول في الفضول.
- كتاب فقه اللغة.
- كتاب الكشف والبيان.
- كتاب الكناية والتعريض.[3]
- كنز الكتاب=المنتحل.
- كتاب لباب الأحاسن.
- كتاب لطائف الظرفاء.
- كتاب لطائف المعارف.
- كتاب اللطيف الطيب.
- كتاب اللمع والفضة.
- كتاب ما جرى بين المتنبي وسيف الدولة.
- كتاب المتشابه لفظا وخطا=ثمار القلوب في المضاف والمنسوب.
- مدح الشيء وذمه.
- كتاب المديح.
- كتاب مرآة المروآت.
- كتاب المضاف والمنسوب.
- كتاب مفتاح الفصاحة.
- المقصور والممدود.
- مكارم الأخلاق.
- ملح البراعة.
- كتاب المُلَح والطُرَف.
- كتاب نمادمة الملوك.
- كتاب من أعوزه المطرب.
- كتاب من غاب عنه المؤنس.
- كتاب المنتحل.
- مؤنس الوحيد في المحاضرات.
- نثر النظم وحل العقد.
- كتاب نسيم الأنس.
- كتاب نسيم السحر.
- النهاية في الكناية.
- كتاب النوادر والبوادر.
- كتاب الورد.
- كتاب يواقيت المواقيت.

## وصلات خارجية
- أبو منصور الثعالبي على موقع أرشيف الشارخ.